# From Argonavis
From Argonavis (フロム アルゴナビス Furomu Arugonabisu, Eigenschreibweise from ARGONAVIS) ist ein Multimedienprojekt des japanischen Konzerns Bushiroad und gehörte bis November 2021 zum BanG-Dream!-Franchise.
Gestartet wurde das Medienfranchise im Jahr 2018 unter dem Namen Argonavis from BanG Dream! (アルゴナビス フロム バンドリ Arugonabisu furomu Bandori).

## Geschichte
Mitte Mai des Jahres 2018 wurde angekündigt, dass sich ein neues Projekt in Arbeit befinde. Dementsprechend gaben die drei Synchronsprecher Shūta Morishima, Seiji Maeda, Daisuke Hyūga, die alle mit der Agentur HiBiKi in Verbindung stehen bekannt, ein Konzert unter dem Namen Argonavis zu spielen. Die Gruppe, die später um Masahiro Itō und Shohei Hashimoto erweitert wurde, veröffentlichte zwischen Februar 2019 und Januar 2020 drei Singles, die sich in den japanischen Singlecharts positionieren konnten. Eine dieser drei Singles stellte dabei eine Split-Single mit GYROAXIA, die ebenfalls dem Franchise zugehörig ist, dar. Die erste eigenständige Single von GYROAXIA erschien am 10. Juni 2020.
Seit 2019 entsteht eine Manga-Reihe von Kō Nakamura, der bereits im Haupt-Franchise involviert ist, mit Illustrationen von Kyohei Miyajima. Der Manga erscheint bei Bushiroad und ist dem Shōnen-Genre einzuordnen. Auch wurde Anfang November 2019 bekannt gegeben, dass eine Anime-Fernsehserie produzierte werde. Etwa zeitgleich wurde auch die Entwicklung eines Smartphone-Spiels bekanntgegeben, dessen Handlung nach den Geschehnissen der Animeserie spielt. Der Titel des Spiels lautet Argonavis from BanG Dream! AASide.
Im Juni 2020 startete zudem eine Light-Novel-Serie, die sich mit der Band GYROAXIA auseinandersetzt.
Im November 2021 wurde das Projekt in From Argonavis umbenannt, womit es auch von BanG-Dream!-Medienfranchise abgekoppelt wurde. Mit Argonavis Co., Ltd. wurde ein Unternehmen gegründet, dass sich gänzlich auf das Management des Projektes fokussiert. Als Public Relation Manager wurde Daisuke Hyūga vorgestellt. Im Zuge der Trennung wurde ein eigener Fanclub gestartet, der Server des Smartphone-Spiels AASide abgeschaltet und die Produktion eines Nachfolger-Spiels angekündigt.
Im Oktober 2024 wurde angekündigt, die Server des Nachfolger-Spiels abzuschalten und das Projekt ab dem Jahr 2025 auf unbestimmte Zeit zu pausieren.

## Konzept
Obwohl das Projekt zunächst offiziell zum BanG-Dream!-Franchise gehörte, erklärte der Projekt-Schöpfer Takaaki Kidani, dass beide Projekte in unterschiedlichen Universen und Standorten spielen werden, sodass ein Zusammentreffen von Charakteren beider Franchises ausgeschlossen ist. Während BanG Dream! in Shinjuku, Tokio spielt, ist Argonavis in Hakodate in der Präfektur Hokkaidō lokalisiert. Die angestrebte Zielgruppe ist männlich und zwischen 12 und 40 Jahre alt.

## Medien

### Printmedien
Seit Dezember 2019 erscheint eine Manga-Reihe, die von Kō Nakamura geschrieben und von Kyohei Miyajima bebildert wird.
Auch wurde unter dem Namen Argonavis from BanG Dream: Me same no ōja eine Light-Novel-Serie gestartet, die seit Anfang Juni 2020 über den Verlag Shūeisha erscheint und sich dabei auf die Band GYROAXIA fokussiert.

### Anime
Am 5. November 2019 wurde bekannt, dass das Projekt eine Umsetzung in Form eines Anime erhalten werde. Dieser entstehe beim Studio Sanzigen, der auch den Anime zum Mutterprojekt realisiert, unter der Regie von Hiroshi Nishikiori, der auch bei den Animeproduktionen von Trinity Seven und A Certain Magical Index dabei war. Zu dem Zeitpunkt der Ankündigung stand das Format allerdings noch nicht fest.
Das Format des Anime als Fernsehserie wurde Ende Januar 2020 angekündigt und lief zwischen dem 10. April und dem 3. Juli 2020 im japanischen Fernsehen. Im November 2021 kam mit Gekijōban Argonavis: Ryūsei no Obligato ein Film in die japanischen Kinos, der die Handlung der Serie zusammenfasst. Ein zweiter Kinofilm mit dem Titel Gekijōban Argonavis Axia wurde zunächst für das dritte Quartal des Jahres 2022 angekündigt, kam aber nach mehreren Verschiebungen erst im März 2023 in die Kinos.

### Videospiel
Ungefähr zur gleichen Zeit der Anime-Ankündigung wurde zudem die Entwicklung eines Handyspiels angekündigt. Hikaru Miyoshi, die die Charakterdesigns für die Anime-Fernsehserie entwirft, wird auch bei der Entwicklung des Spiels für das Design der Charaktere zuständig sein. Ursprünglich sollte das Spiel Ende des Jahres 2020 veröffentlicht werden, jedoch wurde das Erscheinungsdatum auf Anfang 2021 verschoben um das Spiel weiterentwickeln und ein besseres Produkt bereitstellen zu können. Im Januar 2022 wurde der Server des Smartphonespiels abgeschaltet, nachdem das Franchise im November vorangegangenen Jahres vom BanG-Dream!-Franchise getrennt und umbenannt wurde.
Im Mai 2023 wurde mit Argonavis -Kimi ga Mita Stage e- ein neues Smartphone-Spiel angekündigt, welches im Februar 2024 offiziell startete, aber im November gleichen Jahres wieder abgeschaltet wurde.

### Diskografie
Studioalben

| Jahr | Titel             | Höchstplatzierung, Gesamtwochen, AuszeichnungChartsChartplatzierungen (Jahr, Titel, Platzierungen, Wochen, Auszeichnungen, Anmerkungen) | Anmerkungen                                        |
| Jahr | Titel             | JP | Anmerkungen                                        |
| ---- | ----------------- | --- | -------------------------------------------------- |
| 2020 | Voice / Manifesto | JP31 (8 Wo.)JP | Erstveröffentlichung: 15. Januar 2020 mit Gyroaxia |
| 2020 | Starry Line       | JP3 (3 Wo.)JP | Erstveröffentlichung: 12. August 2020              |
| 2022 | Cyan              | JP20 (2 Wo.)JP | Erstveröffentlichung: 25. Mai 2022                 |